# Justin Paulinier
Pour les articles homonymes, voir Paulinier.
Pierre Antoine Justin Paulinier, né le 29 janvier 1815 à Pézenas (Hérault) ;  décédé le 12 novembre 1881 à Pézenas, est un ecclésiastique français, qui fut évêque de Grenoble et archevêque de Besançon.

## Biographie

### Formation
Le 30 mars 1839, à l'âge de 24 ans, il est ordonné prêtre. En 1848 il est nommé curé de Pézenas et en 1861 curé de Saint-Roch à Montpellier.

### Principaux ministères
Le 5 mars 1870, il est nommé évêque de Grenoble et reçoit la consécration épiscopale le 28 août 1870 des mains de Jacques-Marie-Achille Ginoulhiac, archevêque de Lyon.   
Le 3 août 1875, il est nommé archevêque de Besançon.
De 1866 à 1870, il est membre de l'Académie des sciences et lettres de Montpellier.

## Distinction
- Chevalier de la Légion d'honneur (4 aout 1875)[3]

## Iconographie
- Anonyme, Portrait de Justin Paulinier, évêque de Grenoble, huile sur toile. Coll. musée de Grenoble (MG 2001-74-R).

## Armes
De gueules à 2 clefs d'or posées en chevron , accompagnées de 3 canettes d'argent 2 et 1, au chef d'or chargé de 3 merlettes de gueules.

### Sources
- René Surugue, Les archevêques de Besançon : biographies et portraits, Besançon, 1931
- Maurice Rey (sous la direction de), Histoire des diocèses de Besançon et de Saint-Claude, Beauchesne, Paris, 1977